# Double Moon Records
Double Moon Records ist ein unabhängiges Plattenlabel aus Deutschland, das seinen Schwerpunkt im Jazzgenre hat.
Das Label wurde 1998 von Volker Dueck in Freiburg im Breisgau gegründet. Seit dem Jahr 2000 betreibt er das Label von Köln aus. Der stilistische Rahmen des Labels ist sehr breit – vom Mainstream Jazz bis zum Modern Creative und World Jazz, aber auch NuJazz und Lounge. Zu den Musikern des Labels gehören das Cécile Verny Quartet, Albert Mangelsdorff/Reto Weber, Charlie Mariano, Jean-Paul Bourelly, Lajos Dudas und Joe Lovano ebenso wie Enrico Rava, Jasper van’t Hof oder Mark Turner. 
Mit der in ihrer Art einmaligen Edition next generation, die seit 2004 in Kooperation mit dem Jazzmagazin Jazzthing entsteht und bereits mehr als 80 CDs umfasst, präsentiert das Label junge Jazzmusiker wie Esther Kaiser, Anette von Eichel, Cyminology, Frederik Köster, Benjamin Schaefer, David Helbock, Claire Parsons, Stefan Schultze, Ignaz Dinné, Max Frankl, Sebastian Sternal, Tim Allhoff, Max von Einem oder Kira Linn mit ihren Erstlingen. Für diese Serie erhielt das Label 2014 den WDR-Jazzpreis.